# Passenger (ca sĩ)
 Michael David Rosenberg (sinh ngày 17 tháng 5 năm 1984), được biết đến với nghệ danh là Passenger, là ca sĩ kiêm nhạc sĩ người Anh. Trước đây, anh là giọng ca chính và nhạc sĩ của nhóm Passenger, Rosenberg đã giữ lại tên ban nhạc làm nghệ danh cho con đường solo của mình sau khi ban nhạc giải thể vào năm 2009. Đĩa đơn thành công nhất của anh, "Let Her Go", đã đứng đầu các bảng xếp hạng ở nhiều quốc gia. Năm 2014, bài hát đã được đề cử giải Brit cho đĩa đơn của năm và anh đã nhận được giải thưởng Ivor Novello của Viện hàn lâm Anh cho tác phẩm được biểu diễn nhiều nhất.

## Đời sống cá nhân
Rosenberg sinh ngày 17 tháng 5 năm 1984  tại Brighton & Hove, East Sussex, Anh với cha mẹ Quaker, mẹ người Anh Jane và cha người Mỹ gốc Do Thái, Gerard Rosenberg, gốc từ Vineland, New Jersey. Rosenberg học guitar cổ điển từ nhỏ và khoảng 14 tuổi15 anh bắt đầu viết nhạc. Anh làm đầu bếp và dành thời gian rảnh rỗi để viết nhạc và luyện tập guitar. Anh ấy đã không dành thời gian tại trường học ở Brighton mà dành thời gian để viết nhạc. Rosenberg bỏ học năm 16 tuổi để theo đuổi sự nghiệp trong ngành công nghiệp âm nhạc và dành vài năm tiếp theo đi hát rong ở Anh và Úc. Rosenberg vẫn sống ở Brighton. Anh ấy là một fan hâm mộ của câu lạc bộ bóng đá Anh Arsenal FC Vào tháng 5 năm 2015, Rosenberg đã xuất hiện tại sự kiện 'A Night to Inspire' của Arsenal và chơi một phiên bản của bài hát '49 Undefeat '.

## Sự nghiệp âm nhạc

### Những năm đầu
Cha của Rosenberg (một công nhân sản xuất phim) giới thiệu ông với cựu thành viên nhóm Faithless Jamie Thx, Catto vào năm 2001, được một xuất biểu diễn hai bài hát tại Miến Điện miễn phí tại Tòa án Hoàng gia ở London vào năm 2002. Vào đêm hôm đó, Rosenberg gặp đối tác viết nhạc tương lai Andrew Phillips và thiết lập liên lạc với hãng nhạc IE Music. Quay trở lại Brighton, Phillips và Rosenberg đã kết hợp những ảnh hưởng âm nhạc (từ Simon And Garfunkel đến DJ Shadow), và bắt đầu viết các bài hát tại phòng thu tại nhà của Phillips ở Hove. Trong năm 2003, họ đã thành lập ban nhạc Mike Rosenberg, thu hút Marcus O'Dair (bass), Alon Cohen (trống) và Richard Brinklow (keyboards) thông qua quen biết trong nền âm nhạc Brighton.

### 2003–2009: Passenger
Rosenberg đã thực hiện màn trình diễn đầu tiên của mình khi anh 16 tuổi. Anh thành lập ra nhóm Passenger với Andrew Phillips vào năm 2003 tại Brighton và Hove. Tên của ban nhạc được cách điệu là /Passenger. (với một dấu gạch chéo ở đầu và một dấu chấm ở cuối). Album đầu tay và duy nhất của ban nhạc năm người, Wicky Man's Rest, được phát hành năm 2007, trên Chalkmark. Rosenberg viết phần lớn các bản nhạc của album, ngoại trừ bài "Four Horses", được viết bởi Phillips. Ban nhạc tan rã vào năm 2009.

### 2009-2010: Sự nghiệp solo vàWide Eyes Blind Love
Sau khi nhóm tan rã, Rosenberg vẫn giữ nguyên nghệ danh Passenger và đi hát rong bắt đầu sự nghiệp âm nhạc solo. Lần đầu tiên anh thực hiện hành động của mình là vào tháng 10 năm 2009 đến Úc, nơi anh là người hát mở màn cho các nghệ sĩ như Lior và Sydneysiders Elana Stone và Brian Campeau, sau đó biểu diễn tại One Movement, một lễ hội tập trung vào ngành âm nhạc lớn ở Perth. Điều này mang lại cho anh một lượng lớn người theo dõi ở Úc và anh đã bán hết 500-chỗ ngồi trên khắp nước Úc. Album solo đầu tay của anh, Wide Eyes Blind Love, được phát hành năm 2009, được sản xuất và mix bởi cựu đồng nghiệp Andrew Phillips (cũng là người hát đệm, chơi guitar và các nhạc cụ khác) và được Isobel Anderson hát hỗ trợ. Anh ấy cũng đã đi biểu diễn nhiều show khác ở Vương quốc Anh trong thời gian này, bao gồm một vị trí hỗ trợ cho chương trình kỷ niệm mười năm của Tor Brakes tại Nhà hát Hoàng gia, Drury Lane ở London.

### 2010–2011:Flight of the Crow
Album tiếp theo, Flight of the Crow, được thu âm tại Úc  và anh tham gia vào phòng thu bởi nhiều tài năng âm nhạc độc lập khác nhau của Úc bao gồm Lior, Kate Miller-Heidke, Boy &amp; Bear, Josh Pyke và Katie Noonan. Ngoài ra, anh còn phát hành album giới hạn chỉ dành cho người hâm mộ Divers và Submarines, một lần nữa được hỗ trợ bởi cựu đồng nghiệp Andrew Phillips và Isobel Anderson.

### 2011–2013:All The Little Lights

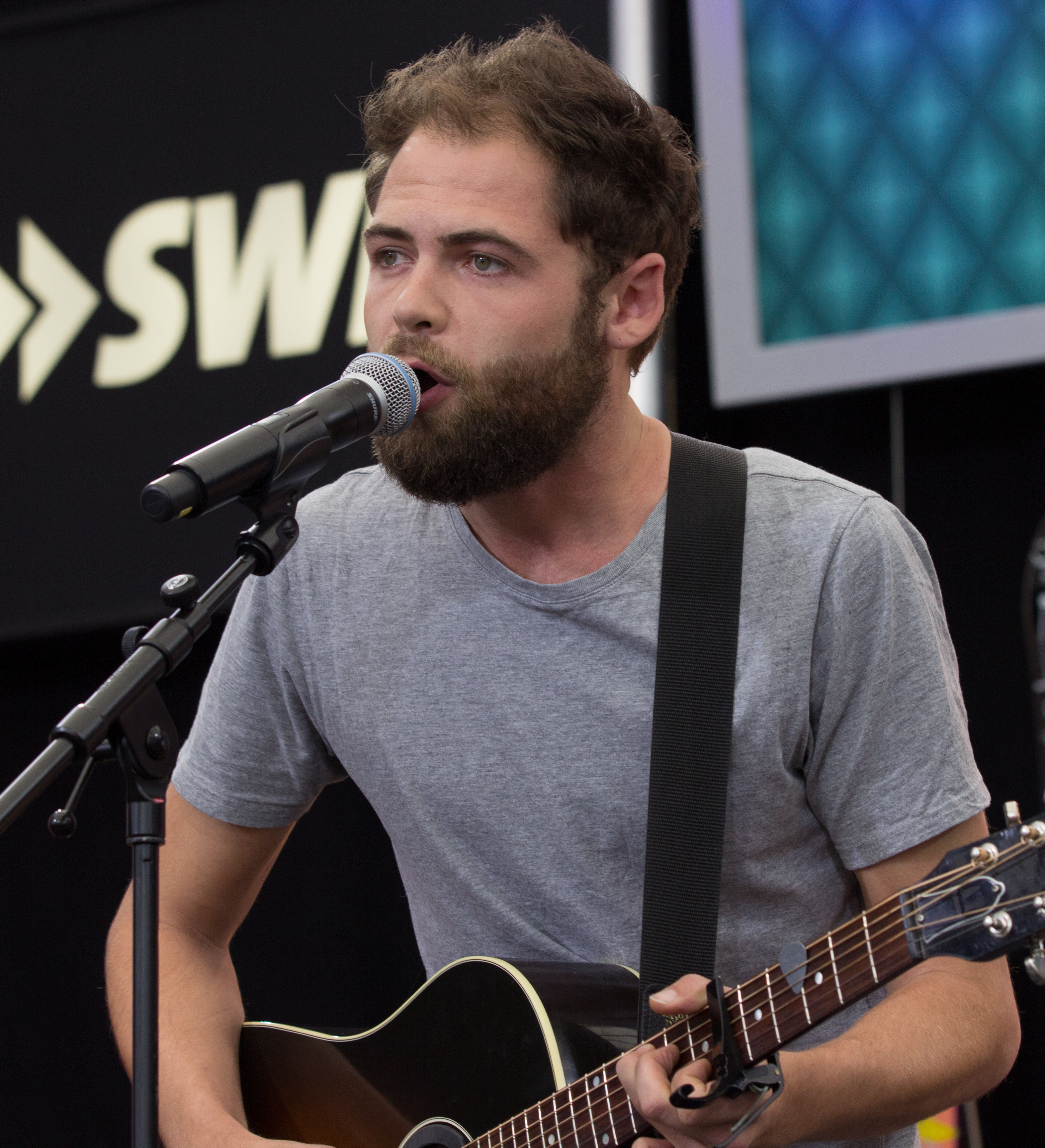
Passenger vào Tháng 9 2013

Trong album tiếp theo của mình, được thu tại studio Linear Recording của Sydney, Rosenberg một lần nữa tham gia vào một ban nhạc gốc Úc bao gồm tay trống jazz Tim Hariioo, tay bass jazz Cameron Undy của Boy & Bear, và người chơi đàn phím Stu Hunter, từ Katie Noonan và The Captains. Trong mùa hè và mùa thu năm 2012, Rosenberg đã đi lưu diễn ở Anh, mở màn cho Jools Holland và bạn của mình Ed Sheeran, người mà anh quen biết từ khi anh khoảng 15 tuổi khi sống ở Cambridge. Anh ấy cũng tham gia bộ phim John Butler Trio của Úc, và với Josh Pyke với một chuyến lưu diễn tại Anh. Anh cũng mở màn cho chuyến lưu diễn Bắc Mỹ 2012 của Ed Sheeran  và cả ở Paris. All The Little Lights được phát hành vào mùa hè năm 2012 tại Bắc Mỹ bởi Nettwerk Records. Anh ấy cũng đã mở màn cho Ed Sheeran vào bốn trong năm ngày bán vé chạy nhất ở Ireland vào tháng 1 năm 2013 và ở Úc và New Zealand vào đầu năm 2013, và hỗ trợ Sheeran trong những ngày ở Brighton và ở Reading. Rosenberg đã biểu diễn "All the Little Light" tại buổi hòa nhạc Children in Need Rocks tại Hammersmith Apollo ở London, phát trên BBC One vào ngày 14 tháng 11.

### 2014–2015:WhispersandWhispers II
Vào ngày 24 tháng 3 năm 2014, Passenger đã tiết lộ "Whispers", ca khúc chủ đề của album mới của anh, như một phần trong bộ ảnh của anh tại buổi hòa nhạc từ thiện Teenage Cancer Trust tại Royal Albert Hall ở London, nơi anh cũng biểu diễn cùng với Ed Sheeran. Vào ngày 26 tháng 3, Passenger đã công bố chi tiết về album thứ năm của mình. Anh phát hành Whispers vào ngày 9 tháng 6 năm 2014. Nói chuyện với Digital Spy về album, anh nói: "Đây là album 'hào hứng' nhất tôi từng làm, nó khá là cinematic. Có rất nhiều câu chuyện lớn và ý tưởng lớn. Cũng có một số khoảnh khắc buồn bã về sự cô đơn và cái chết, nhưng này, nó sẽ không phải là một album của Passenger mà không có những điều đó. " Anh ấy đã phát hành "Hearts on Fire" là bài hát quảng bá cho album vào ngày 14 tháng 4 năm 2014.
Passenger đã thu âm Whispers II cùng lúc với thu âm Whispers, phát hành dưới dạng phần mở rộng đầu tiên. Anh phát hành Whispers II vào ngày 20 tháng 4 năm 2015. Tất cả lợi nhuận từ album được chuyển đến quỹ của UNICEF UK để giúp đỡ trẻ em ở Liberia.

### 2016–2017:Young as the Morning, Old as the SeaandThe Boy Who Cried Wolf
Vào ngày 16 tháng 6 năm 2016, music video cho "Somebody's Love" đã được tải lên kênh YouTube của anh ấy, qua đó công bố album tiếp theo của anh ấy, có tựa đề Young as the Morning, Old as the Sea. Ca khúc thứ hai trong album, " Anywhere " đã được phát hành vào ngày 19 tháng 8 năm 2016. Album Young as the Morning, Old as the Sea được phát hành vào ngày 23 tháng 9 năm 2016 và trở thành album số một đầu tiên của Vương quốc Anh.
Vào ngày 25 tháng 7 năm 2017, khi kết thúc chuyến lưu diễn Young as the Morning, Old as the Sea, Rosenberg đã thông báo qua trang Facebook của Passenger rằng buổi biểu diễn của họ vào Chủ nhật ngày 23 tháng 7 sẽ là "buổi biểu diễn cuối cùng của tôi trong một thời gian". Ngày hôm sau, anh công bố album tiếp theo, The Boy Who Cried Wolf, sẽ được phát hành hai ngày sau vào ngày 28 tháng 7 năm 2017. Album bất ngờ đã được công bố với một buổi phát trực tiếp của album được hát live toàn bộ, trực tiếp từ phòng thu của Passenger trên YouTube và Facebook. Album được xếp ở vị trí thứ 5 trong Bảng xếp hạng chính thức của Vương quốc Anh.

### 2018:Runaway
18 tháng 5 năm 2018, Passenger phát hành bài hát "Hell or High Water". Ca khúc được thu âm ở một loạt các công viên quốc gia khác nhau trên khắp Utah, Nevada, Arizona và California  Vài ngày sau, anh ấy cũng đã công bố một chuyến lưu diễn châu Âu mùa thu và hé lộ bìa album mới thông qua mạng xã hội. 

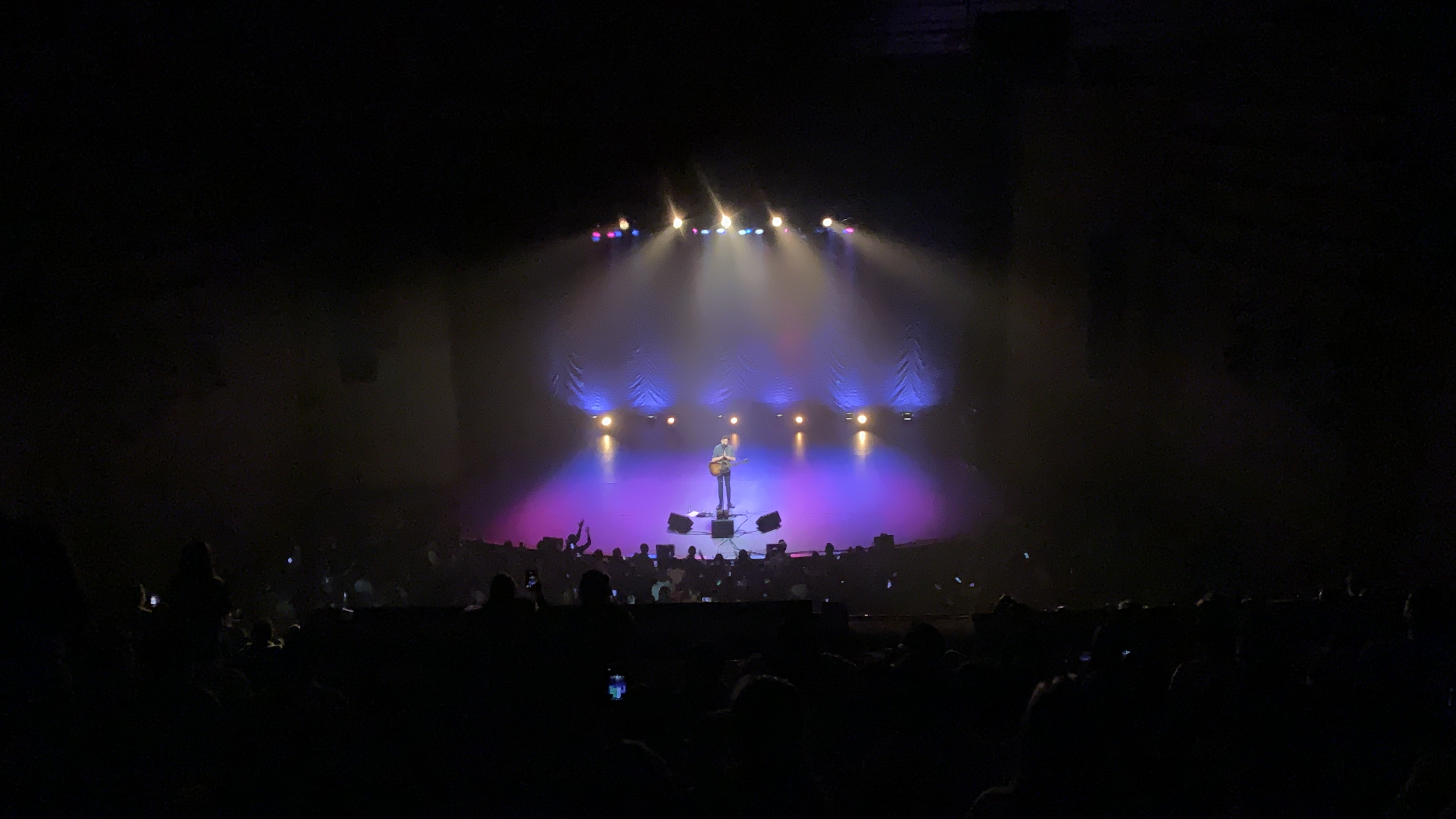
Passenger trong chuyến lưu diễn Runaway biểu diễn Let Her Go tại Bogota, Colombia

Ngày 25 tháng 5 năm 2018, anh chính thức công bố album thứ 10, Runaway, và phát hành phiên bản acoustic của "Hell or High Water" được thu âm ở Venice Beach. Passenger đánh dấu sự trở lại bằng một album chủ đề mang nặng âm hưởng Americana. Anh cũng tin rằng sự kết hợp giữa những ca khúc và màu sắc Mỹ sẽ mang đến một trải nghiệm tuyệt vời. Do đó, anh cùng với các cộng sự lâu năm: Jarrad Seng, Stu Larsen và Chris Vallejo, bắt đầu chuyến đi dài ba tuần xuyên suốt Hoa Kỳ để quay video cho mỗi ca khúc. Ngoài ra, họ còn ghi lại acoustic video cho từng ca khúc, quay ở nhiều địa điểm khác nhau. Rosenberg có kế hoạch phát hành một bài hát ba tuần một lần, chia sẻ những video chính thức và phiên bản acoustic của chúng, cộng thêm các cảnh quay hậu trường. Album đầy đủ Runaway được phát hành vào ngày 31 tháng 8 năm 2018.

### 2019:Sometimes It's Something, Sometimes It's Nothing at All
Vào 18 tháng 3 năm 2019, Passenger phát hành bài "Restless Wind" trên YouTube. Hai ca khúc kế tiếp, "Helplessly Lost" and "Paper Cut, Chinese Burn," được phát hành một tháng sau đó, cùng bản cover "Landslide" của Fleetwood Mac
. Ngày 2 tháng 5 năm 2019, Passenger công bố phát hành album mới, mang tên Sometimes It's Something, Sometimes It's Nothing at All. Khác hẳn với những phát hành trước đó của Passenger, album này là một sự hài hòa giữa giọng hát, tiếng đàn acoustic và bộ tứ đàn dây. Tất cả doanh thu sẽ được quyên góp cho Shelter, một tổ chức từ thiện vô gia cư có trụ sở tại Vương quốc Anh.
2020: Patchwork

## Giải thưởng và các đề cử
| Năm  | Giải                                              | Hạng mục                          | Nominee/work | Kết quả   | Ref.   |
| ---- | ------------------------------------------------- | --------------------------------- | ------------ | --------- | ------ |
| 2013 | Independent Music Awards                          | Best Folk/Singer-Songwriter Song  | "Let Her Go" | Đoạt giải | [ 30 ] |
| 2013 | Galgalatz Israeli annual International song chart | Best Song of 2013                 | "Let Her Go" | 1st       | [ 31 ] |
| 2014 | Brit Awards                                       | British Single of the Year        | "Let Her Go" | Đề cử     | [ 32 ] |
| 2014 | Ivor Novello Awards                               | PRS for Music Most Performed Work | "Let Her Go" | Đoạt giải | [ 1 ]  |
| 2019 | Pop Awards                                        | Album Of The Year Award           | Runaway      | Đề cử     | [ 33 ] |

## Tours
- All the Little Lights Tour (2012–13)
- Whispers Tour (2014)
- Whispers II North American Tour (2015)
- Whispers ll Australia Tour (2015–16)
- Young as the Morning Old as the Sea Tour (2016–17)
- Runaway tour (2018-2019)

## Danh sách đĩa hát
Studio albums
- Wicked Man's Rest (2007, with the band)
- Wide Eyes Blind Love (2009)
- Divers & Submarines (2010)
- Flight of the Crow (2010)
- All the Little Lights (2012)
- Whispers (2014)
- Whispers II (2015)
- Young as the Morning Old as the Sea (2016)
- The Boy Who Cried Wolf (2017)
- Runaway (2018)
- Sometimes It's Something, Sometimes It's Nothing at All (2019)